# Bari Sadri
Bari Sadri è una suddivisione dell'India, classificata come municipality, di 15.001 abitanti, situata nel distretto di Chittorgarh, nello stato federato del Rajasthan. In base al numero di abitanti la città rientra nella classe IV (da 10.000 a 19.999 persone).

## Geografia fisica
La città è situata a 24° 25' 0 N e 74° 28' 0 E e ha un'altitudine di 488 m s.l.m..

## Società

### Evoluzione demografica
Al censimento del 2001 la popolazione di Bari Sadri assommava a 15.001 persone, delle quali 7.701 maschi e 7.300 femmine. I bambini di età inferiore o uguale ai sei anni assommavano a 2.017, dei quali 1.054 maschi e 963 femmine. Infine, coloro che erano in grado di saper almeno leggere e scrivere erano 9.877, dei quali 5.915 maschi e 3.962 femmine.